# یان دایدک
یان دایدک (انگلیسی: Jan Dydak; ۱۴ ژوئن ۱۹۶۸ – ۲۷ مارس ۲۰۱۹) ورزشکار بوکس اهل لهستان بود.
وی در مسابقات کشوری و بین‌المللی در مجموع برندهٔ ۲ مدال برنز شده‌است.